# Cicindela amargosae
Cicindela amargosae är en skalbaggsart som beskrevs av Dahl 1939. Cicindela amargosae ingår i släktet Cicindela och familjen jordlöpare.

## Underarter
Arten delas in i följande underarter:
- C. a. amargosae
- C. a. nyensis